# Iglesia de San Pablo (Múnich)
La iglesia parroquial católica de San Pablo (en alemán: Pfarrkirche St. Paul), simplemente conocida como iglesia de San Pablo (Paulskirche), es una importante y gran iglesia de Alemania del siglo XX, la primera iglesia parroquial del barrio de Ludwigsvorstadt en Múnich. Fue construida en 1892-1906, diseñada por el arquitecto austriaco Georg von Hauberrisser en estilo neogótico al norte de la Theresienwiese. Con una alta torre de 97 metros, San Pablo no es la iglesia más alta de Múnich —superada solamente por los 99 m de la Frauenkirche—, aunque sí una de las iglesias más imponentes de la ciudad.

## Arquitectura

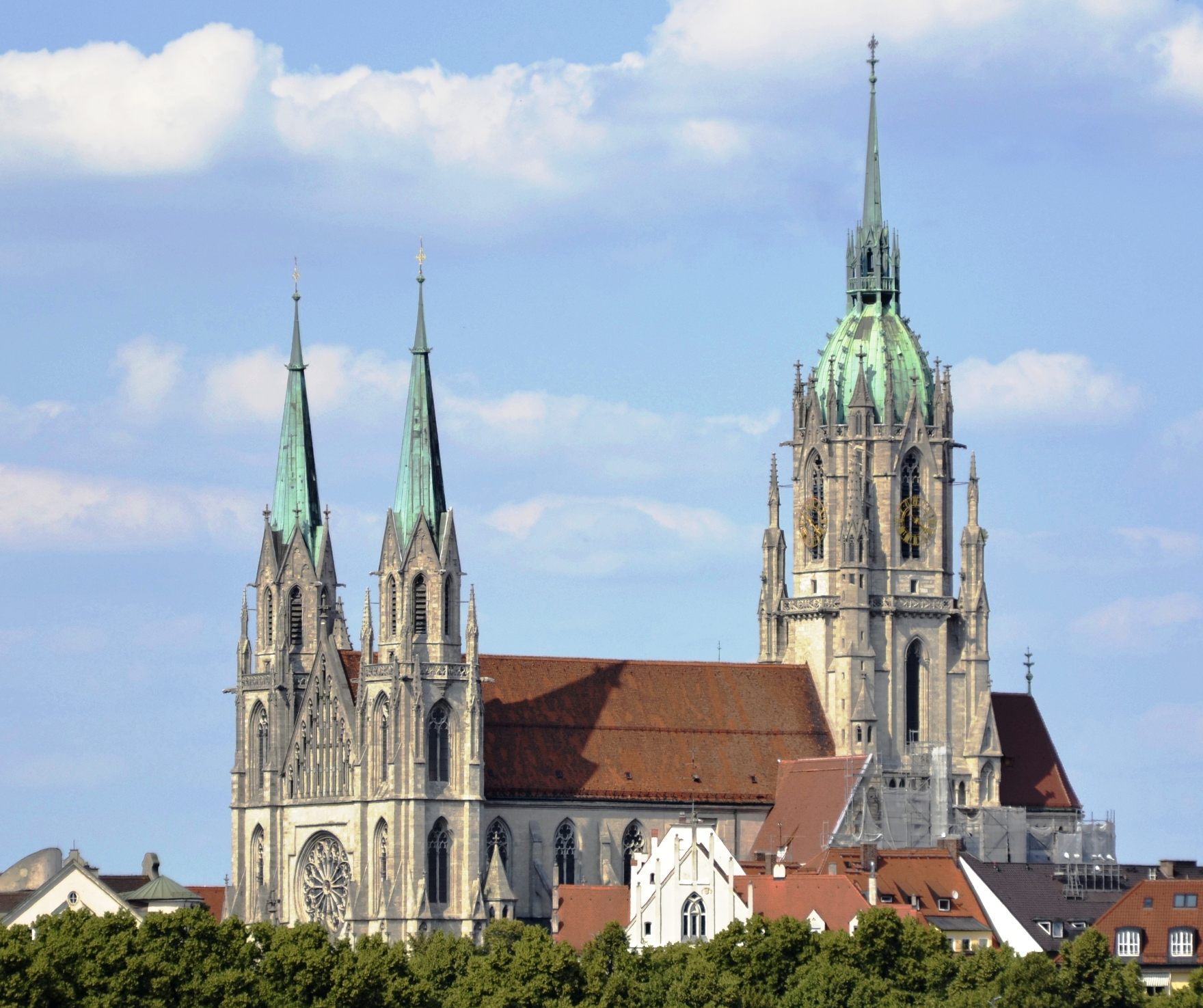
Vista lateral de la iglesia de San Pablo

La construcción se compone principalmente de piedra caliza de Ansbach para el revestimiento exterior, toba de la Alta Baviera en el interior y el núcleo de la obra de fábrica de ladrillo. La altura de la torre principal es de 97 metros, su modelo fue la torre de la catedral de Frankfurt. Las dos torres occidentales tienen 76 metros de altura. La fachada oeste está decorada por un gran rosetón por encima de la entrada principal.

## Historia
Durante la Segunda Guerra Mundial fue fuertemente dañada por los ataques aéreos, especialmente en diciembre de 1944, cuando se perdieron grandes piezas, incluyendo el altar mayor. El 17 de diciembre de 1960, un Convair C-131D Samaritan se estrelló en un vuelo desde Múnich a RAF Northolt, al oeste de Londres. Poco después de despegar del aeropuerto de Múnich-Riem se estrelló en la torre de la iglesia (accidente Convair 340 en Múnich en 1960).

## Galería de imágenes

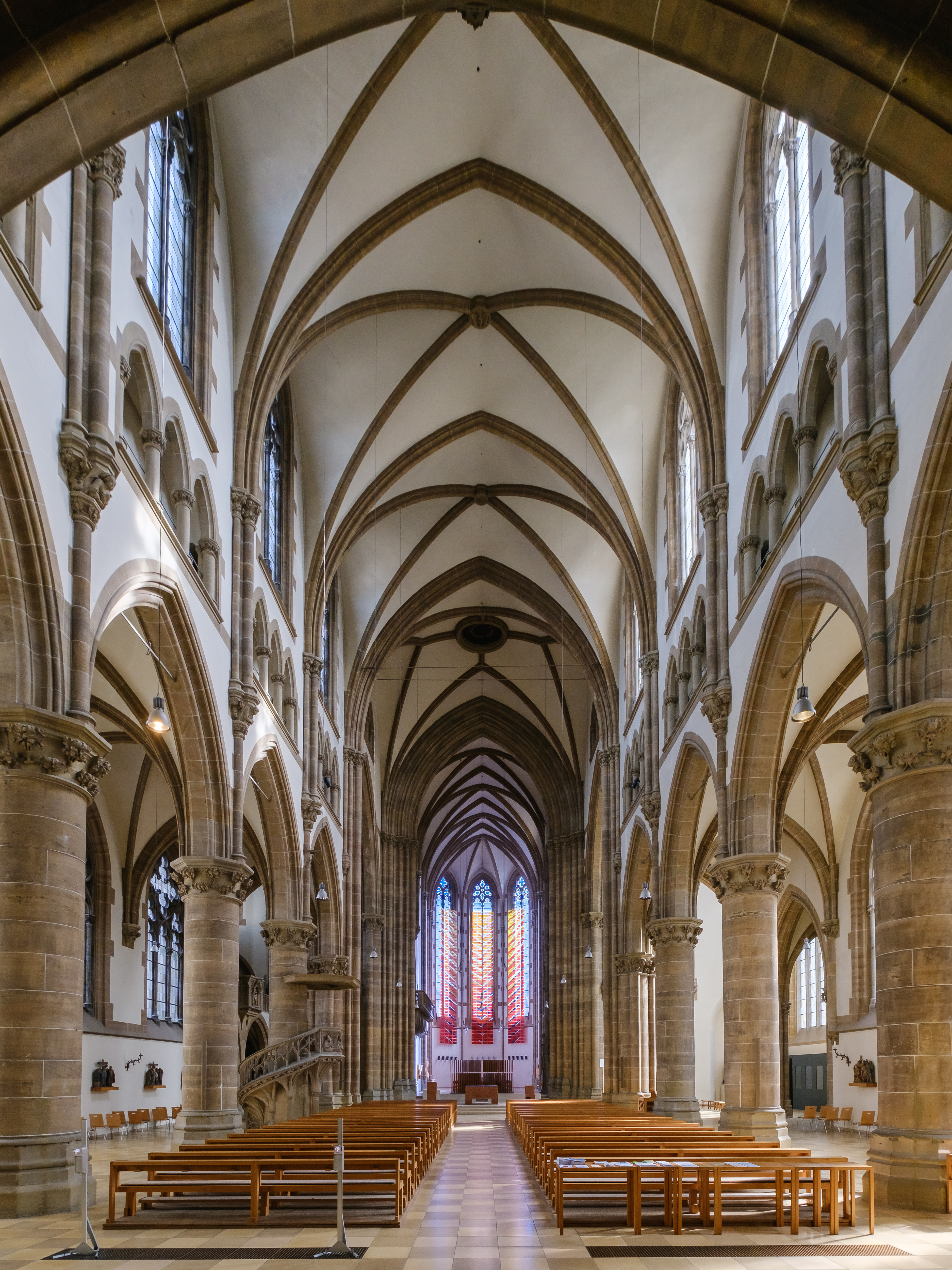
Vista del altar mayor
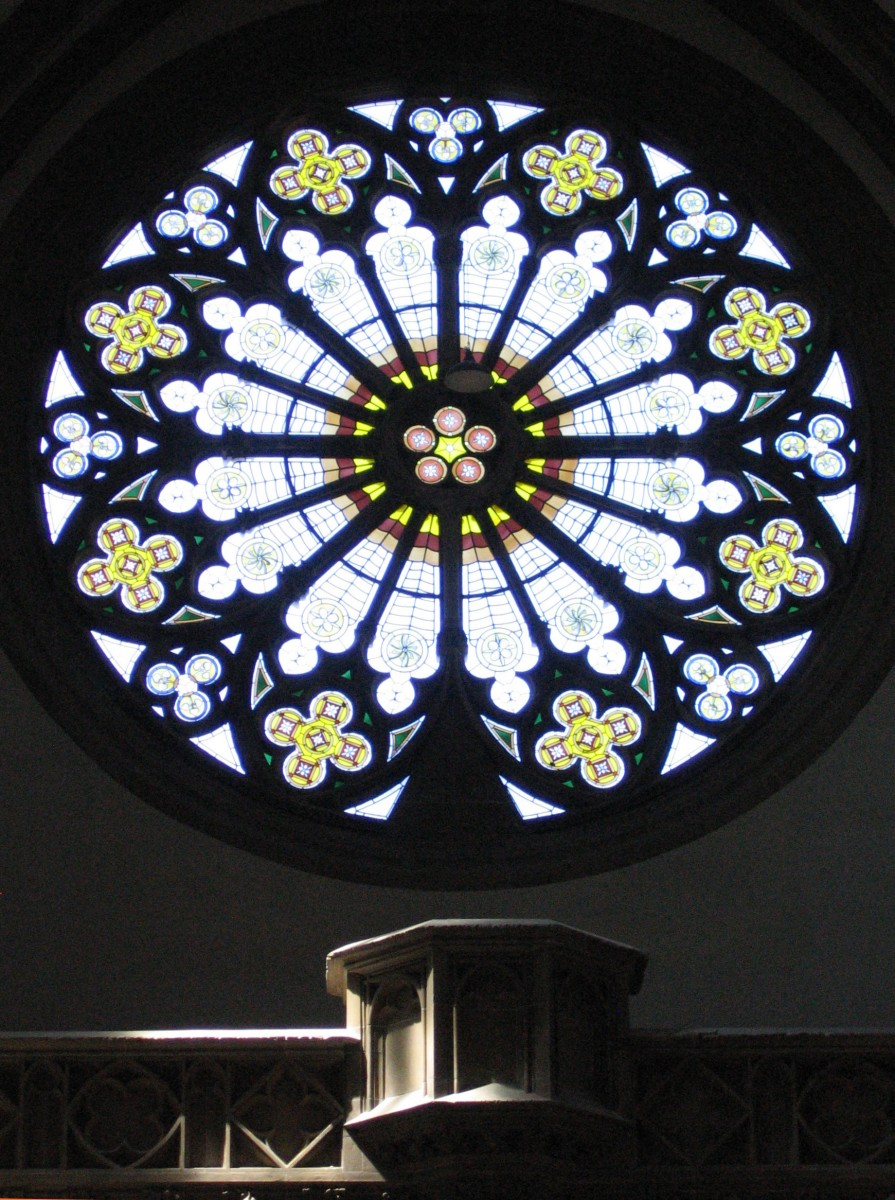
Ventana con rosetón sobre el acceso
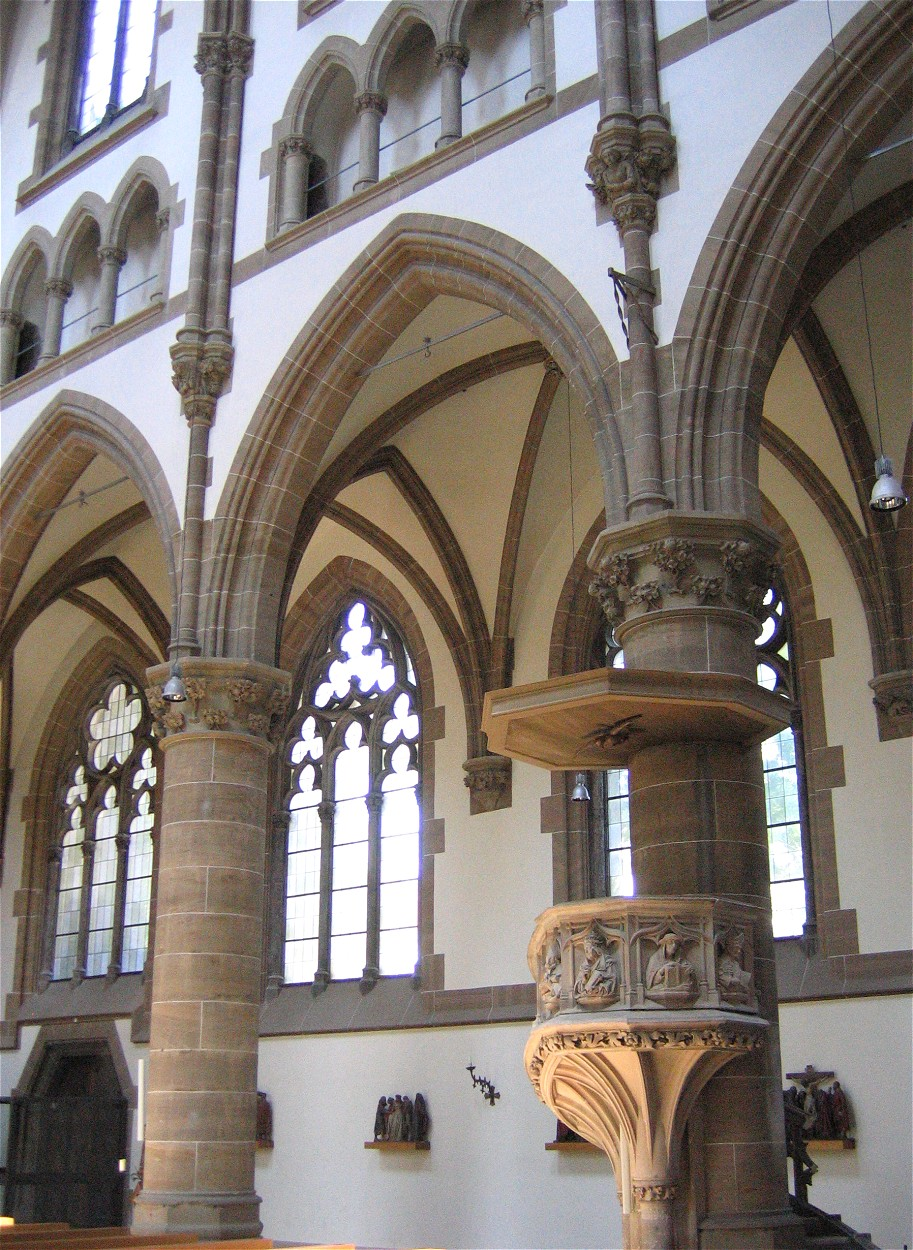
Interior con púlpito